# Хорхе Міранда
Хорхе Міранда (ісп. Jorge Miranda Vicente) — іспанський письменник дитячої літератури, співавтор серії книг «Міранда».

## Життя і творчість
Хорхе Міранда за професією історик. Разом зі своєю сестрою - Ітзіар Міранда написав серію книг для дітей та підлітків "Міранда". 

## Переклади українською
2017 року арт-видавництво «Nebo Booklab Publishing» почало випускати серію книг «Міранда». На сторінках цих книг читачам відкривається біографія відомих на увесь світ жінок. Проект є насамперед цікавим через те, що багато видатних жінок залишаються поза увагою спільноти. Протягом багатьох століть жінки у всьому світі керували державами, боролися за права своїх народів, робили наукові відкриття, надихали на подвиги і самі ставали першовідкривачами. Імена деяких, нам широко відомі, про інших ми навряд чи чули, але це не робить їхні досягнення менш цінними і не настільки вагомими.
У кожній книзі фігурує ще один персонаж — восьмирічна дівчинка Міранда, яка полюбляє цікаві історії і розповідає про жінок, які змінили світ. Серія «Міранда» відрізняється від інших книг для дітей не тільки детальністю біографій відомих жінок, а й неймовірними ілюстраціями, які створила Лола Кастейон Фернандез де Гамбоа (ісп. Lola Castejón Fernández de Gamboa) відома ще під псевдонімом Thilopia.
Особливістю серії книг є також двомовність — книги вийшли українською та російською мовами.
У даний момент видавництво надрукувало такі твори Ітзіар та Хорхе Міранда:
1.    Фріда (2017)
2.    Коко (2017)
Готується до друку Амелія (2017) та інші книги.